# یواس‌اس گریلینگ (اس‌اس-۴۹۲)
یواس‌اس گریلینگ (اس‌اس-۴۹۲) (به انگلیسی: USS Grayling (SS-492)) یک زیردریایی بود که طول آن ۳۱۱ فوت ۸ اینچ (۹۵٫۰۰ متر) بود.